# تشارلز فينلي
تشارلز فينلي هو سياسي أمريكي، ولد في 26 مارس 1865 في ويليامزبورغ في الولايات المتحدة، وتوفي بنفس المكان في 18 مارس 1941. نشط حزبياً في الحزب الجمهوري. وقد انتخب عضو مجلس النواب الأمريكي ‏.